# Minerva Brasiliense
Minerva Brasiliense foi um periódico literário fundado no Rio de Janeiro em 1843 e extinto em 1845, a quantidade de números publicados é desconhecida. A revista tinha como redator chefe Francisco de Sales Torres Homem, importante crítico do período, outrora senador do império, e participante do Instituto Histórico de Paris. As publicações da revista versavam acerca dos principais assuntos do séc. XIX, quais sejam o progresso da ciência, a concepção de uma literatura nacional brasileira, e a política.
A revista refletiu o espírito da época na busca de uma literatura nacional, e se tornou famosa por algumas das polêmicas publicadas em suas páginas, tais como o reconhecido artigo de Santiago Nunes Ribeiro nomeado como Da Nacionalidade da Literatura Brasileira, que se tornou referência dos debates da época, elogiado pela lógica de sua argumentação.

## Referência
- COUTINHO, Afrânio, A Tradição Afortunada. RJ. Livraria José Olympio Editora & Editora da Universidade de São Paulo, 1968.
- Um discurso sobre o Brasil: Uma análise do jornal Minerva Brasiliense